# Puchar Rumunii w Rugby Union Mężczyzn (2022)
Puchar Rumunii w Rugby Union Mężczyzn 2022 – siedemdziesiąta szósta edycja Cupa României w rugby union. Zarządzane przez Federațiă Română de Rugby zawody odbyły się w czterozespołowej obsadzie w dniach 26 października – 11 grudnia 2022 roku. Obrońcą tytułu był zespół SCM Timișoara. 
Początkowe plany, ogłoszone na początku czerwca i potwierdzone we wrześniu 2022 roku, zakładały organizację zawodów w ośmiozespołowej obsadzie. Kluby miały rywalizować w trzyrundowej fazie play-off w październiku tego roku. Ćwierćfinałowi przeciwnicy wyżej notowanych zespołów oddali swoje mecze walkowerem, zatem rywalizacja rozpoczęła się od półfinałów. W nich lepsi okazali się obrońcy tytułu oraz stołeczna Steaua. Po wyrównanym pojedynku tytuł po trzech latach przerwy odzyskał zespół ze stolicy.

## Faza pucharowa
|  |                            |                       |                  |                       |    |               |               |       |
|  | Półfinał                   | Półfinał              | Półfinał         |                       |    | Finał         | Finał         | Finał |
|  | Półfinał                   | Półfinał              | Półfinał         |                       |    | Finał         | Finał         | Finał |
|  | 26 października 2022 11:00 |                       |                  |                       |    |               |               |       |
|  |                            |                       |                  |                       |    |               |               |       |
|  | SCM Timișoara              | SCM Timișoara         | 13               |                       |    |               |               |       |
|  | SCM Timișoara              | SCM Timișoara         | 13               | 11 grudnia 2022 12:45 |    |               |               |       |
|  | Dinamo Bukareszt           | Dinamo Bukareszt      | 10               |                       |    |               |               |       |
|  | Dinamo Bukareszt           | Dinamo Bukareszt      | 10               |                       |    | SCM Timișoara | SCM Timișoara | 23    |
|  | 27 października 2022 19:00 |                       |                  |                       |    | SCM Timișoara | SCM Timișoara | 23    |
|  |                            |                       | Steaua Bukareszt | Steaua Bukareszt      | 25 |               |               |       |
|  | Steaua Bukareszt           | Steaua Bukareszt      | Steaua Bukareszt | Steaua Bukareszt      | 25 | 27            |               |       |
|  | Steaua Bukareszt           | Steaua Bukareszt      |                  |                       |    |               |               |       |
|  | CSM Știința Baia Mare      | CSM Știința Baia Mare | 20               |                       |    |               |               |       |
|  | CSM Știința Baia Mare      | CSM Știința Baia Mare | 20               |                       |    |               |               |       |

| 26 października 202211:00 | SCM Timișoara | 13:10 | Dinamo Bukareszt | Stadionul Gheorghe Rășcanu, Timișoara |
| 26 października 202211:00 |               | 13:10 |                  | Stadionul Gheorghe Rășcanu, Timișoara |

| 27 października 202219:00 | Steaua Bukareszt | 27:20 | CSM Știința Baia Mare | Ghencea, Bukareszt |
| 27 października 202219:00 |                  | 27:20 |                       | Ghencea, Bukareszt |

| 11 grudnia 202212:45 | SCM Timișoara | 23:25 | Steaua Bukareszt | Stadionul Arcul de Triumf, Bukareszt |
| 11 grudnia 202212:45 |               | 23:25 |                  | Stadionul Arcul de Triumf, Bukareszt |